# Taponas
Taponas ist eine französische Gemeinde mit 908 Einwohnern (Stand: 1. Januar 2022) im Département Rhône in der Region Auvergne-Rhône-Alpes. Sie gehört zum Arrondissement Villefranche-sur-Saône und zum Kanton Belleville-en-Beaujolais.

## Geographie
Taponas liegt etwa 15 Kilometer nördlich von Villefranche-sur-Saône und etwa 18 Kilometer südlich von Mâcon an der Saône, die die Gemeinde im Osten begrenzt. Im Süden der Gemeinde mündet der Fluss Ardière in die Saône.

### Nachbargemeinden
Umgeben wird Taponas von den Nachbargemeinden Dracé im Norden, Genouilleux im Osten, Guéreins im Südosten sowie Belleville-en-Beaujolais im Süden und Westen.

## Bevölkerungsentwicklung
| Jahr                       | 1962 | 1968 | 1975 | 1982 | 1990 | 1999 | 2006 | 2013 |
| Einwohner                  | 295  | 279  | 304  | 401  | 466  | 572  | 789  | 945  |
| Quellen: Cassini und INSEE |      |      |      |      |      |      |      |      |

## Sehenswürdigkeiten
- Kirche